# Yūsuke Chajima
Yūsuke Chajima (jap. 茶島 雄介 Chajima Yūsuke; ur. 20 lipca 1991) – japoński piłkarz występujący na pozycji pomocnika. Obecnie występuje w Sanfrecce Hiroszima.

## Kariera klubowa
Od 2014 roku występował w klubie Sanfrecce Hiroszima.